# Johann Schröder

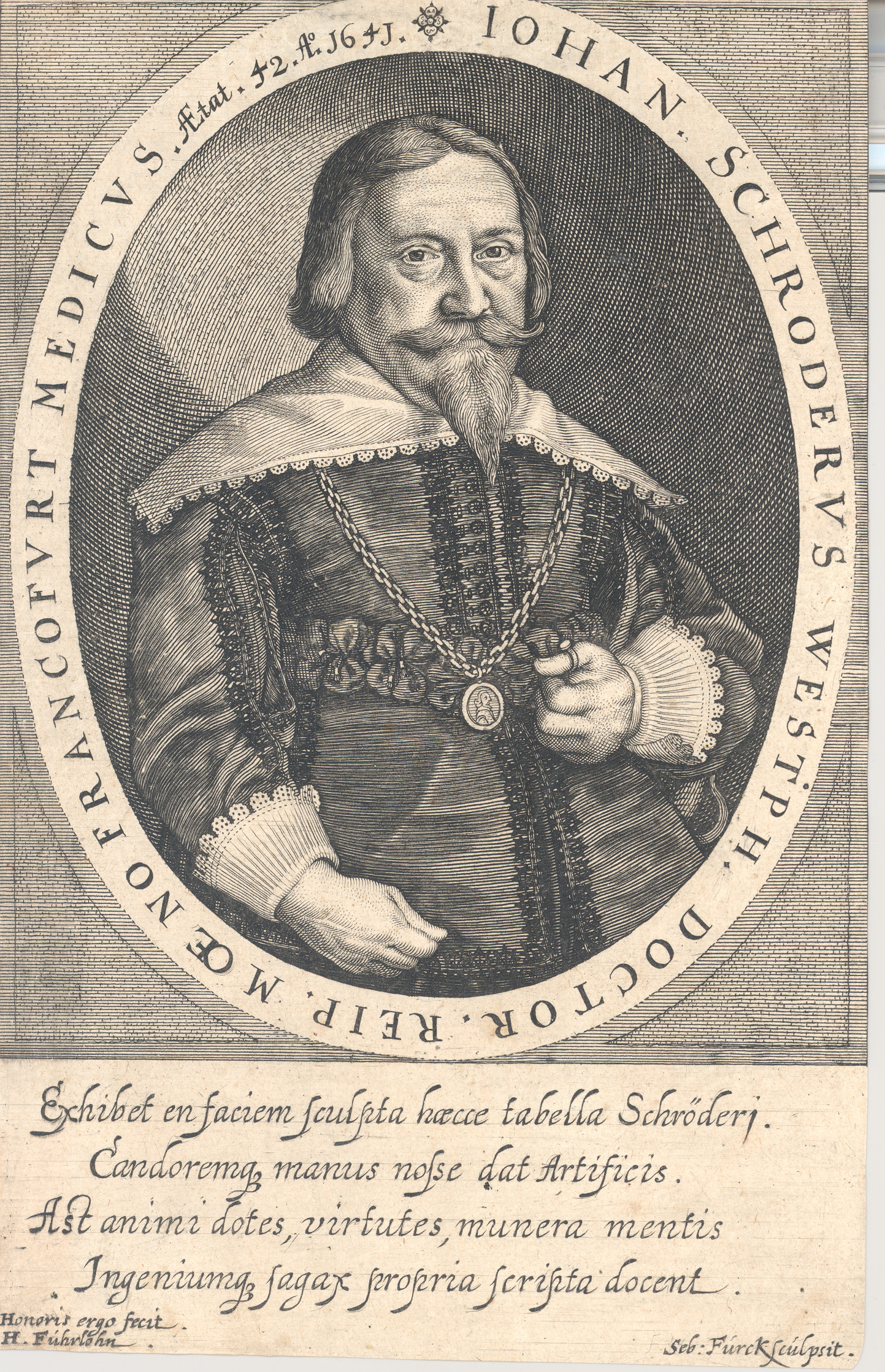
Johann Schröder

Johann Schröder (Bad Salzuflen, 1600 - Frankfurt am main, 1664) was een Duitse arts en farmacoloog die als eerste arseen als element beschouwde. In 1649 produceerde hij de elementaire vorm van arseen door de geoxideerde vorm te verhitten, en publiceerde hij twee methodes om het te fabriceren. 
Ook schreef hij het boek Artzney-Schatz, dat in de 17e eeuw in de Duitstalige gebieden gold als het belangrijkste boek op het gebied van de geneeskunde. De eerste uitgave van het boek, geschreven in het Latijn, verscheen in 1641 in Ulm. Het succes van de publicatie leidde in de periode tussen 1641 en 1746 tot 14 drukken in het Latijn. Daarnaast verschenen bovendien vertalingen in het Duits, Engels en Frans. De eerste Duitstalige uitgave verscheen in 1684 in Neurenberg. In de periode tot 1748 zouden nog eens zes drukken in de Duitse taal volgen.
Schröder stond bekend als aanhanger van de voor die tijd revolutionaire arts en alchemist Paracelsus.